# Fish River kanjon
Kanjon rijeke Fish nalazi se na jugu Namibije, drugi je najveći kanjon na svijetu i najveći u Africi. Druga je najposjećenija turistička atrakcija Nambije. Ogromni kanjon dug ukupno oko 160 km, širok do 27 km, a na nekim mjestima dubina mu doseže 550 metara.
Kanjon je zaštićeno područje odnosno nacionalni park s površinom od 5.900 km2.

## Vanjske poveznice
|  | Zajednički poslužitelj ima još gradiva o temi Fish River kanjon |